# Hertha Bothe

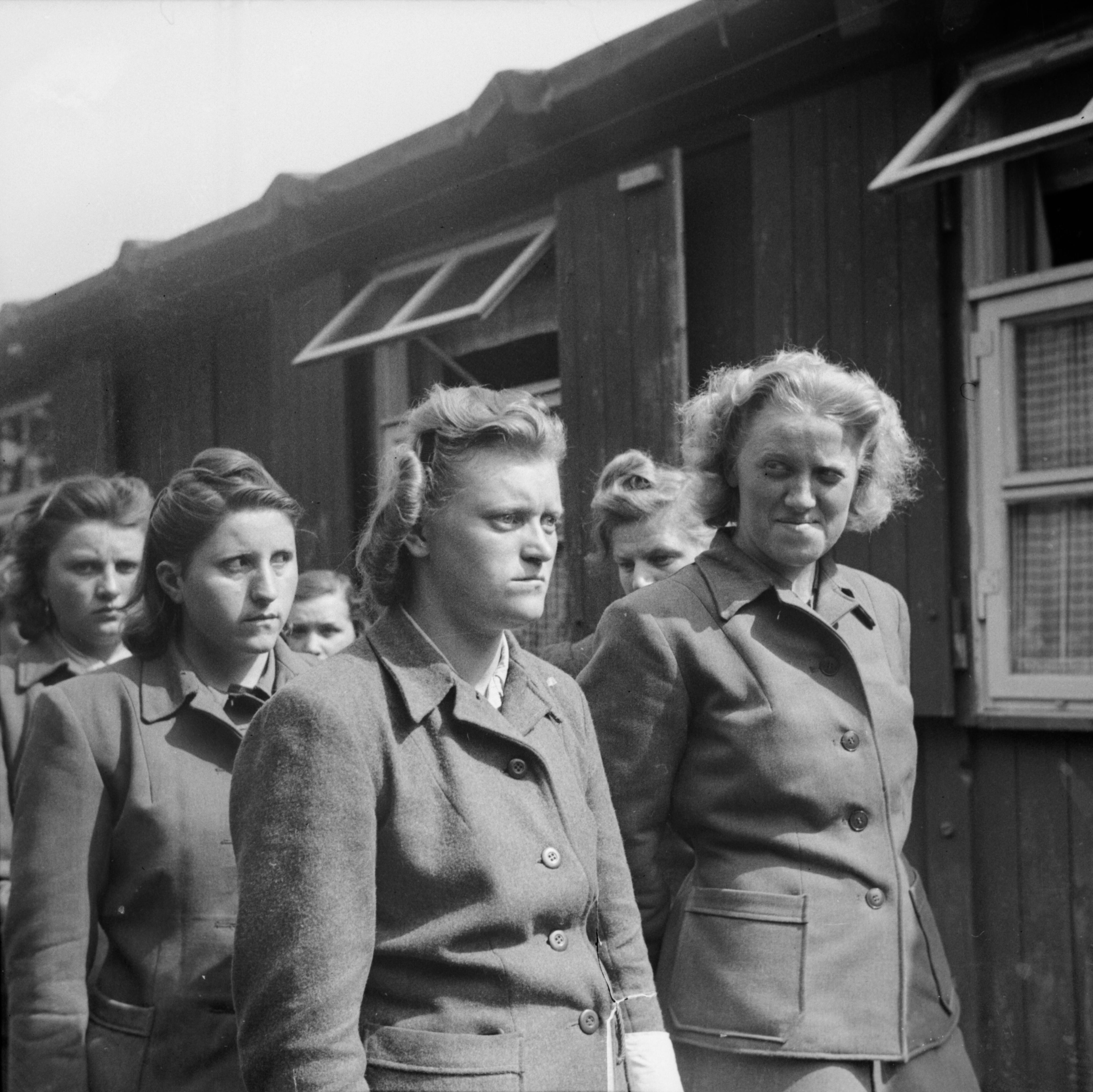
Herta Bothe (till höger) och Irene Haschke i Bergen-Belsen efter befrielsen av lägret. Bakom Bothe skymtar Herta Ehlert.

Hertha Bothe, född 8 januari 1921 i Teterow, Tyskland, död 16 mars 2000, var en tysk fångvaktare (Aufseherin) vid koncentrationslägren Ravensbrück, Stutthof och Bergen-Belsen. Hon dömdes vid Belsenrättegången till tio års fängelse för krigsförbrytelser.

## Ravensbrück-Stutthof
Vid sexton års ålder hjälpte Bothe sin far i hans butik och arbetade på fabrik. Senare kom Bothe att arbeta som undersköterska. 1939, vid 17 års ålder, blev hon medlem i den kvinnliga motsvarigheten till Hitlerjugend, Bund Deutscher Mädel, där hon intresserade sig för sport. I september 1942 arbetade Bothe som fångvaktare vid Ravensbrücks koncentrationsläger. Där deltog hon i en fyra veckor lång utbildning och skickades sedan vidare till Stutthof i dåvarande Danzig, numera Gdańsk i Polen. Där gjorde hon sig ökänd under namnet "sadisten från Stutthof" men kom att skickas vidare till ett mindre läger Bromberg-Ost av Oberaufseherin Gerda Steinhoff.

## Bergen-Belsen
Den 21 januari 1945 följde hon en grupp kvinnor under deras dödsmarsch från Polen till koncentrationslägret Bergen-Belsen i tyska Celle. Rutten gick via Auschwitz, och man ankom till Bergen-Belsen mellan 20 och 26 februari. I Bergen-Belsen var hon ansvarig för en grupp på 60 kvinnor. Bergen-Belsen befriades av brittiska trupper den 15 april 1945.

## Belsenrättegången
Vid Belsenrättegången dömdes flertalet fångvaktare inom SS till döden eller till långa fängelsestraff. Under rättegången kallades hon för en 'hårdför övervakare' och dömdes för att ha använt sig av pistol mot fångarna. Bothe erkände att hon själv misshandlat fångar som försökt stjäla, men aldrig använt sig av piska eller slagverktyg. Detta gav henne tio års fängelse men Bothe släpptes redan i december 1951. Efter kriget gifte hon sig och antog namnet Lange.

## Intervju
År 2000 gav Herta Bothe en intervju där hon berättade om sin tid i Bergen-Belsen. Under intervjun gick hon i försvarsposition när man frågade henne om hennes val att bli fångvaktare i ett koncentrationsläger:
| ” | Gjorde jag ett misstag? Nej... Jag är inte riktigt säker på att jag bör svara på den frågan. Gjorde jag ett misstag? Nej. Misstaget var att det rörde sig om ett koncentrationsläger, men jag var tvungen att gå till det annars hade jag själv blivit internerad där. Det var mitt misstag. | „ |

Dokumentärfilmaren Maurice Philip Remy från München, som antas vara en av de journalister som träffat Bothe sist, förklarar i en intervju att Bothe knappt kunde läsa och skriva. Remys uppfattning av Bothe är att hon själv aldrig förstått sin egen roll i Förintelsen. Hon kom från en fattig familj och möjligheten att få arbete som fångvaktare i koncentrationslägret var något positivt. Han säger att Bothe har egna hemska minnen från koncentrationslägret, men är oförmögen att se sin egen skuld och delaktighet. 
| ” | Hon kände ingen ånger. Hon var inte kapabel att förstå att hon hade gjort något fel. Hon såg sig själv som ett offer. | „ |

I intervjun beskriver också Bothe hur hon och övrig SS-personal i samband med britternas intåg i Bergen-Belsen för hand tvingades hantera de mängder av lik som fanns spridda runtom i lägret. Dessa begravdes i massgravar.